# 크리스토퍼 로빈 밀른
크리스토퍼 로빈 밀른(Christopher Robin Milne, 1920년 8월 21일 ~ 1996년 4월 20일)은 잉글랜드의 작가이다. A. A. 밀른의 외아들이다. 곰돌이 푸의 등장인물 크리스토퍼 로빈의 모델이기도 하다.